# Singularity (Rain)
Singularity is het debuutalbum van de Britse band Rain.

## Inleiding
De musici van Rain werden in 2020 getroffen door de maatregelen voortvloeiend uit de coronapandemie. Optredens en studiowerk zat er niet meer in. Daarop namen de vier musici het initiatief om samen een studioalbum op te nemen, waarbij ieder thuis in zijn eigen studio aan het werk ging en de bestanden heen en weer werden gezonden, dan wel gedeeld. Alles werd verzameld door Edwards die uit het ingezonden werk een studioalbum samenstelde (Grumpy’s Shed Studios).
In het dankwoord is Bev Bevan te vinden, voormalig drummer bij Electric Light Orchestra en medeoprichter, en ten tijde van dit album samen met Jowitt en Edwards spelend in Quill. 
De titel Singularity verwijst naar het gevoel dat techniek het overneemt van de mens, maar staat ook voor individueel werken, aldus Jowitt.

## Musici
- Mirron Webb- zang, gitaar
- Rob Groucutt – gitaar, toetsinstrumenten, zang
- John Jowitt – basgitaar
- Andy Edwards – drumstel, aanvullend gitaar en toetsen, programmeerwerk

## Muziek
| Nr. | Titel                    | Duur  |
| --- | ------------------------ | ----- |
| 1.  | Devils will reign (Rain) | 7:02  |
| 2.  | Dandelion (Rain)         | 7:01  |
| 3.  | Walk away (Rain)         | 12:50 |
| 4.  | The magician (Rain)      | 11:16 |
| 5.  | Singularity (Rain)       | 9:24  |

Pieter Barth bestempelde het album als “Vette krent” in IO Pages (nr. 168, december 2020). Hij was vooral tevreden dat een dergelijke manier van opnemen tot dit eindresultaat was gekomen en maakte vergelijkingen met Perfect Beings en The Mute Gods en Rush. Net als Barth constateerde Kev Rowland op Progarchives (2020) dat dit album knap in elkaar is gezet. Beiden refereerden daarbij aan de duetten tussen Webb en Groucutt. Maarten Goossensen van Progwereld (2020) was het deels met hun eens, maar zette de kanttekening erbij dat het allemaal wel te ver was doorgevoerd om in het straatje van de progressieve rock te passen. Theo Verstrael van Dutch progressive rock pages (2021) vond het album teleurstellend gezien de kwaliteiten van Jowitt en Edwards tevoorschijn komend in hun werk van Frost*; er zaten volgens hem te veel jazzrockelementen in, die de muziek nodeloos ingewikkeld maakten.